# Seppuku (album)
Pour l’article homonyme, voir Seppuku.
Albums de Taxi Girl
Cherchez le garçon
(1980) Quelqu'un comme toi
(1983)
Singles
1. Les armées de la nuit / Élégie
Sortie : 1982

Seppuku est le deuxième album studio du groupe français Taxi Girl sorti le 5 janvier 1982,. Il est souvent considéré comme le seul véritable album du groupe, en effet le précédent, Cherchez le garçon, ne contient que 7 titres qui étaient tous sortis précédemment sur des EPs et des singles. Les suivants ne seront que de mini albums comparables à des EP (entre 5 et 7 titres). Il est produit par Jean-Jacques Burnel du groupe The Stranglers.

## Historique et contenu
Réduit à un trio après le départ du bassiste Stéphane Erard et la mort du batteur Pierre Wolfsohn, le groupe emploie comme musiciens additionnels Philippe Le Mongne à la basse et Jet Black à la batterie.
La pochette de l'édition originale avait la particularité d'être fermée aux quatre coins, nécessitant un objet tranchant pour l'ouvrir. Daniel Darc aurait souhaité qu'une lame de rasoir soit fournie avec le disque.
Un poster est inclus dans les éditions suivantes.
La photo de la pochette, réalisée par Jean-Baptiste Mondino, représente une jeune femme de type asiatique agenouillée, vêtue d'un kimono noir, regardant droit devant elle et tenant à deux mains un sabre japonais, la lame sur sa gauche pointée derrière elle.
Une version en anglais de l'album est éditée en parallèle.
Le disque a été réédité en 1989 en vinyle et CD. Par la suite, il n'est pas réédité et n'est pas disponible sur les plateformes en ligne en téléchargement et en streaming.
Seppuku est classé 5e meilleur album français de tous les temps d'après le magazine Les Inrocks[réf. nécessaire].

## Liste des titres

### Édition vinyle originale
Face A
1. Les Armées de la nuit - (Mirwais Stass / Viviane Vog) - 4:50
2. Viviane Vog - (Mirwais Stass / Daniel Rozoum) - 4:20
3. La Femme écarlate - (Mirwais Stass / Viviane Vog) - 4:55
4. N'importe quel soir - (Laurent Bielher / Daniel Rozoum) - 3:10
5. Avenue du crime - (Mirwais Stass - Laurent Bielher / Viviane Vog) - 5:35

Face B
1. Musée Tong - (Mirwais Stass / Viviane Vog) - 5:45
2. John Doe 85 - (Mirwais Stass / Viviane Vog) - 4:30
3. Les Damnés (chant des enfants morts) - (Mirwais Stass / Viviane Vog) - 4:55
4. Treizième section - (Laurent Bielher / Viviane Vog) - 5:20

Viviane Vog est un pseudonyme utilisé par Daniel Darc. La version cassette offre deux titres supplémentaires : Like a Rolling Stone, reprise de Bob Dylan sur la face A, et Les Armées de la nuit (instrumental et fin) sur la face B. Ce dernier morceau figurera sur la réédition CD de 1989.
À noter que sur les rééditions de 1989, Avenue du crime est crédité à Fred Chichin et Philippe Glémée.

### Version anglaise
Face A
1. Armies of The Night - (Mirwais Stass / Viviane Vog) - 4:50
2. Viviane Vog - (Mirwais Stass / Daniel Rozoum) - 4:20
3. Scarlet Woman - (Mirwais Stass / Viviane Vog) - 4:55
4. On Any Evening - (Laurent Bielher / Daniel Rozoum) - 3:10
5. Avenue of Crime - (Mirwais Stass - Laurent Bielher / Viviane Vog) - 5:35

Face B
1. Tong Museum - (Mirwais Stass / Viviane Vog) - 5:45
2. John Doe 85 - (Mirwais Stass / Viviane Vog) - 4:30
3. The Damned (Song of Dead Children) - (Mirwais Stass / Viviane Vog) - 4:55
4. Thirteenth Section - (Laurent Bielher / Viviane Vog) - 5:20
5. Find the Boy - (Daniel Rozoum / Laurent Bielher) - 3:36

### Version CD (1989)
1. Les Armées de la nuit - 4:50
2. Viviane Vog - 4:20
3. La Femme écarlate - 4:55
4. N'importe quel soir - 3:10
5. Avenue du crime - 5:35
6. Musée Tong - 5:45
7. John Doe 85 - 4:30
8. Les Damnés (chant des enfants morts) - 4:55
9. Treizième section - 5:20
10. Les Armées de la nuit (instrumental) - 1:18
11. The Armies of The Night - 4:20
12. On Any Evening - 3:05
13. Viviane Vog - 4:35
14. Scarlet Woman - 4:53
15. Avenue of Crime - 5:45
16. Tong Museum - 5:10

## Membres du groupe
- Daniel Darc : chant, chœurs
- Mirwais : guitares
- Laurent Sinclair : claviers, sequencer

Musiciens additionnels :
- Philippe Le Mongne : basse
- Jet Black (sous le nom de Jet Le Noir) : batterie, percussions
- Jean-Jacques Burnel : chœurs

## Singles et EP tirés de l'album
- Les Armées de la nuit / Elégie (titre inédit) - 45 tours - 1981
- Les Armées de la nuit / Musée Tong / La Femme écarlate - EP 3 titres - 1981
- La Femme écarlate / Musée Tong - 45 tours - 1981
- Viviane Vog (enregistré live au Manchester Apollo en 1981) - Flexi disc rouge gratuit dans le magazine Vinyl no 3 - Avril 1982